# La Folie (Belgique)
Pour les articles homonymes, voir La Folie.
La Folie est un hameau de la commune belge de Martelange située en Région wallonne dans la province de Luxembourg.

## Géographie
La Folie se trouve en bordure orientale de la route nationale 4, sur une route menant au village luxembourgeois de Perlé.

## Histoire
La Folie faisait partie, avec Neuperlé, de la commune luxembourgeoise de Perlé jusqu’en 1843.